# Klaus Bernward Springer
Klaus Bernward Springer (* 1962 in Mainz) ist ein deutscher Kirchenhistoriker.

## Leben
Nach dem 1982 Abitur studierte Springer von 1982 bis 1988 Philosophie und katholische Theologie am St Peter’s College (Cardross) und an der Johannes Gutenberg-Universität Mainz, wo er 1988 das Diplom in Katholischer Theologie erwarb. Seine Diplomarbeit wurde mit dem Johannes Gutenberg-Stipendium der Stadt Mainz ausgezeichnet. Von 1988 bis 1990 leistete er den Zivildienst in den Sozialpädagogischen Jugendwohngemeinschaften in Mainz. Wissenschaftliche Hilfskraft mit Abschluss bei Isnard Wilhelm Frank am Fachbereich Katholische Theologie in Mainz war er von 1990 bis 1992. Wissenschaftlicher Mitarbeiter an den Lehrstühlen Isnard Wilhelm Franks und Johannes Meiers war er von 1992 bis 1998. Das Promotionsverfahren wurde 1998 abgeschlossen. Die Dissertation wurde am 30. September 1999 mit dem Preis der Johannes Gutenberg-Universität Mainz ausgezeichnet. 
Von 1998 bis 2003 arbeitete Springer für die Buchproduktion am Institut für Europäische Geschichte in Mainz. Als Dekanatsreferent (1/2 Stelle) der Katholisch-Theologischen Fakultät Erfurt (2003–2014) und wissenschaftlicher Mitarbeiter für Kirchengeschichte des Mittelalters und der Neuzeit (1/2 Stelle) bei Josef Pilvousek (2003–2009) arbeitete er an seinem Habilitationsprojekt, das 2011 abgeschlossen wurde. Die Habilitationsschrift Carl von Dalberg, der letzte kurmainzer Statthalter in Erfurt (1771/72–1802) wurde am 15. November 2011 mit dem Erich-Kleineidam-Preis der Kath.-Theol. Fakultät der Universität Erfurt ausgezeichnet. 
Seit 2014 ist Springer Geschäftsführer des Instituts zur Erforschung der Geschichte des Dominikanerordens im deutschen Sprachraum und Wissenschaftlicher Mitarbeiter des Provinzarchivs der Dominikaner-Provinz Teutonia und Professor für Mittlere und Neuere Kirchengeschichte an der PTH Münster. Er verfasste zahlreiche Artikel im Biographisch-Bibliographischen Kirchenlexikon (BBKL).

## Schriften (Auswahl)
- Die deutschen Dominikaner in Widerstand und Anpassung während der Reformationszeit (= Quellen und Forschungen zur Geschichte des Dominikanerordens NF. Band 8) Akademie-Verlag, Berlin 1999, ISBN 3-05-003401-7 (zugleich Dissertation, Mainz 1998).
- als Herausgeber mit Sabine von Heusinger, Elias H. Füllenbach und Walter Senner: Die deutschen Dominikaner und Dominikanerinnen im Mittelalter (= Quellen und Forschungen zur Geschichte des Dominikanerordens NF Band 21). De Gruyter, Berlin/Boston 2016, ISBN 3-11-046867-0.